# Варшавская битва 1920 года (фильм)
«Варшавская битва 1920 года» (пол. 1920 Bitwa warszawska) — исторический фильм режиссёра Ежи Гофмана.

## Сюжет

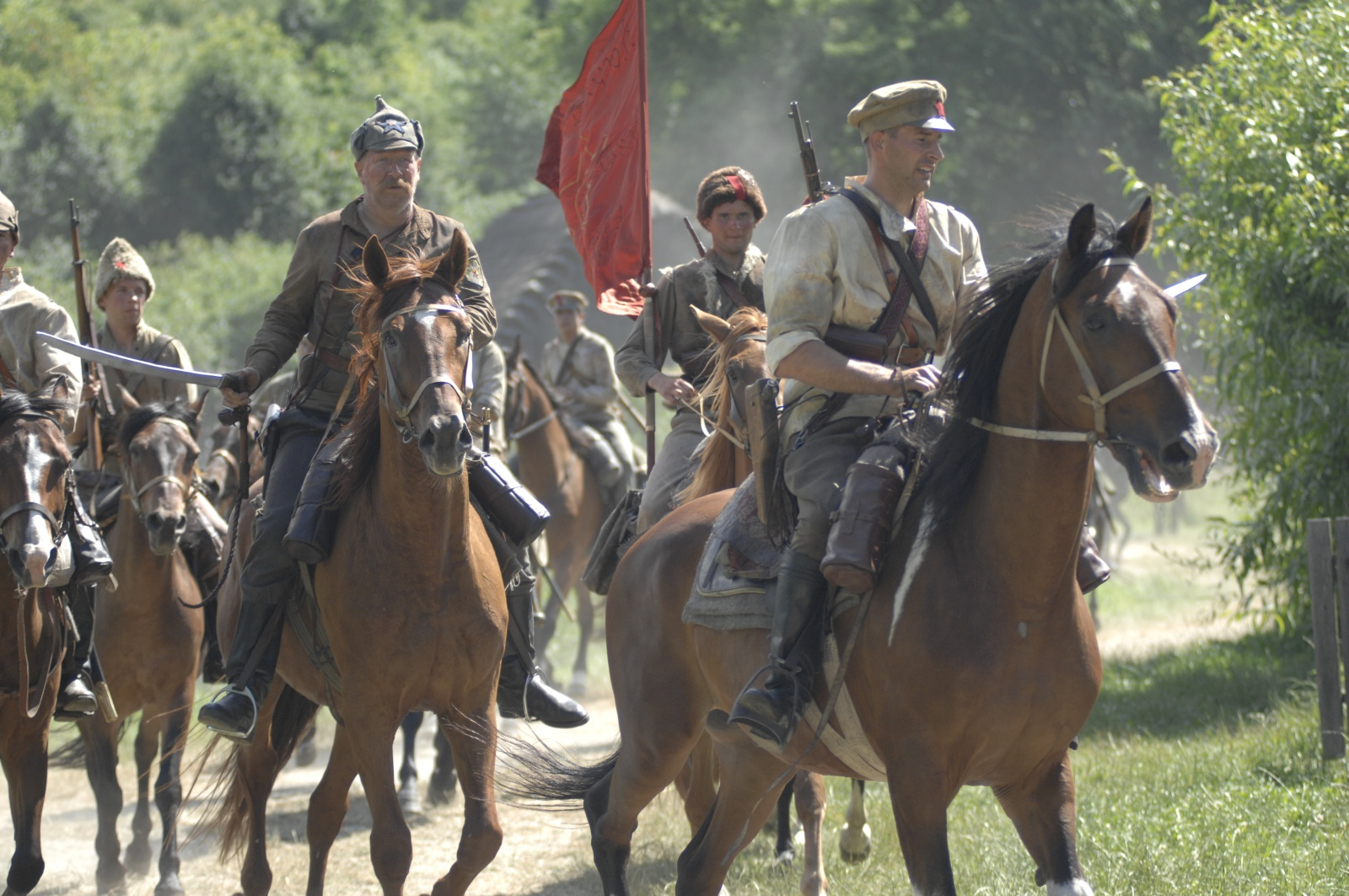
Кавалеристы Красной Армии в представлении авторов фильма

Это история о судьбах двух участников знаменитого сражения: шансонетки Оли (Наташа Урбанска) и её жениха поэта Яна (Борис Шиц) — улана польской армии. Действие фильма развивается на фоне Варшавской битвы, когда красноармейцы Западного фронта под командованием Михаила Тухачевского были разбиты в боях под польской столицей.
События в фильме разворачиваются во время польско-советской войны летом 1920 года.
Польский поэт, Ян Криницкий (актер Борис Шиц), улан, накануне выступления Войска Польского из Варшавы женится на польской шансонетке Оле (польская уменьшительная форма имени Александра) (Наташа Урбанская). Брак заключает ксёндз Игнаций Скорупка (Лукаш Гарлицкий).
Большевики во главе с Владимиром Ленином принимают решение о вторжении в Польшу, а также в Германию и Францию с целью распространения пролетарской революции на другие страны.
Польские войска вступают в Киев.
Ян Криницкий на фронте во время передышки насмешливо читает большевистскую открытку с обращением к польским солдатам. Слышащий это офицер мимоходом насмешливо высказывается в адрес невесты Яна, чью фотографию он случайно видит, и Ян побеждает его на дуэли. За это Яна обвинили в агитации, арестовали и приговорили военным судом к смертной казни. От исполнения приговора его спасает наступление войск противника. Командующий большевистским подразделением чекист Быковский (Адам Ференци), симпатизируя приговорённому к смертной казни военнослужащему «буржуазной» польской армии, предлагает Криницкому остаться с ним в качестве переводчика-редактора для работы над пропагандистскими листовками.
Оле сообщает о гибели мужа Болеслав Винява-Длугошовский (Богуслав Линда). Навязчивый капитан Костжева (Ежи Боньчак) рассказывает ей о переходе Криницкого в ряды большевистских войск.
Криницкий убегает от большевиков и присоединяется к подразделению казаков (вероятно Булак-Балаховича), перешедших на польскую сторону. Вскоре ему удаётся добраться до расположения польских войск.
Оля, серьёзно восприняв угрозу наступления большевистской армии и не будучи в состоянии перенести бездействия, поступает на службу медсестрой в польскую армию.
Польский маршал Юзеф Пилсудский (Даниэль Ольбрыхский) разрабатывает план контрнаступления. Польской контрразведке удаётся раскрыть шифры радиосвязи большевистских армий, и непрерывной передачи на их частотах текста Священного Писания заглушить радиосвязь между ними.
Кульминацией войны является противостояние польских и большевистских войск под Варшавой. В ходе сражения над Вислой польские войска одерживают победу, Красная армия потерпела поражение. На поле боя погибает капеллан польского войска Игнаций Скорупко. Криницкий ранен. Он попадает в полевой госпиталь, в котором работает медсестрой Оля. Молодая пара снова вместе.

## В ролях
- Борис Шиц — Ян Крыницкий
- Наташа Урбанска — Оля Раневска
- Даниэль Ольбрыхский — Юзеф Пилсудский
- Юзеф Дурьяш — Владислав Сикорский
- Мариан Дзензель —  генерал Тадеуш Розвадовский
- Михал Жебровский — премьер Владислав Грабский
- Адам Стшелецкий — премьер Винценты Витос
- Яцек Понедзялек — генерал Юзеф Галлер
- Виктор Зборовский — Шарль де Голль
- Збигнев Замаховский — Мацей Ратай
- Ежи Лапиньский — монсеньор Ахилл Ратти
- Богуслав Линда — Болеслав Венява-Длугошовский
- Войцех Пшоняк — генерал Максим Вейган
- Александр Домогаров — сотник Крышкин
- Ольга Кабо — Софья Николаевна
- Кшиштоф Глобиш — каноник Адамский
- Лукаш Гарлицкий — ксёндз Игнацы Скорупка
- Виктор Балабанов — Владимир Ленин
- Кшесимир Дембский — Феликс Дзержинский
- Кшиштоф Драч — Лев Троцкий
- Адам Ференцы — чекист комиссар Быковский
- Александр Хошабаев — Михаил Тухачевский
- Игорь Гузун — Иосиф Сталин
- Ежи Боньчак — капитан жандармерии Костжева
- Анджей Копичиньский — священник

## Премьера
Польская премьера состоялась 30 сентября 2011 года. Фильм принял участие в Киевском Международном кинофестивале «Молодость» (22 октября 2011, фильм — открытие фестиваля).